# Antwerpse stadsbus
Het Antwerpse stadsbusnet wordt geëxploiteerd door de Vlaamse Vervoermaatschappij "De Lijn". Enkele stadslijnen worden geëxploiteerd door busexploitant De Polder dat onderdeel uitmaakt van de groep Hansea.
Het huidige stadsbusnet bestaat uit zeventien stadslijnen, die volgens een sterstructuur alle deelgemeenten in het stadsgebied aandoen. Het busstation op de Franklin Rooseveltplaats, nabij het centrum, wordt als het centrale knooppunt voor de meeste bussen beschouwd. De meeste tram- en stadsbuslijnen stoppen hier ook.
Tot aan het begin van de jaren 60 kende Antwerpen een uitgebreid tramnetwerk dat geleidelijk voor een deel aan werd afgeschaft en vervangen werd door bussen. Van 1929 tot en met 1964 kende Antwerpen ook enkele trolleybuslijnen. Vanaf 1964 rijden daar dieselbussen op.

## Wagenpark
Het Antwerpse stadsnet wordt integraal door stelplaats Mortsel, van De Lijn gereden. De meeste bussen van deze stelplaats kunnen op het stadsnet ingezet worden.

### Huidig wagenpark De Lijn

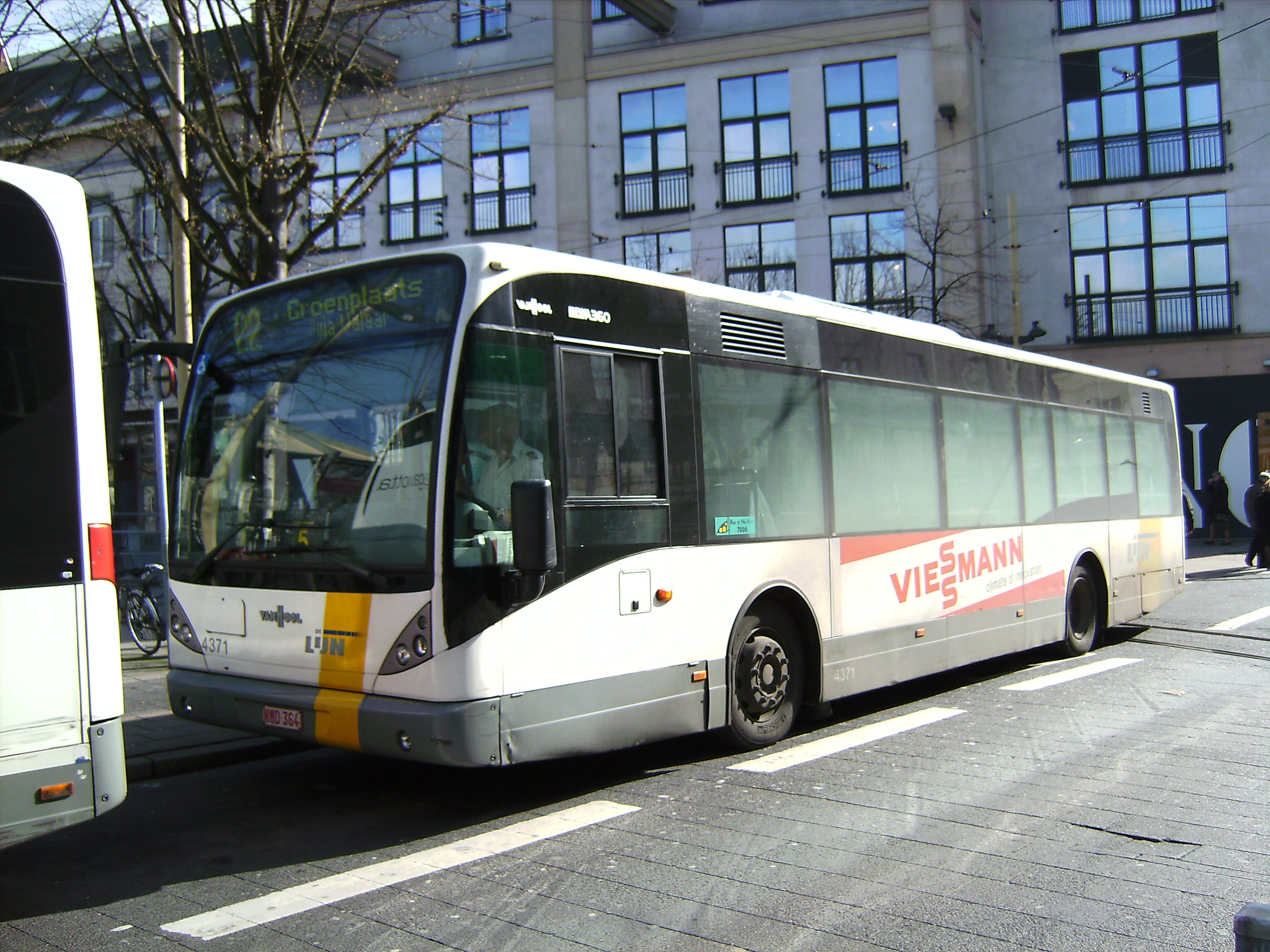
Stadsbus van De Lijn van het type Van Hool A360.

De volgende bussen doen anno 2025 dienst op de stadsnet van Antwerpen. De bussen van buspachter Bus de Polder zijn niet meegerekend.
| Serie     | Aantal | Fabrikant | Type                | Opmerking                                         |
| --------- | ------ | --------- | ------------------- | ------------------------------------------------- |
| 2228-2258 | 30     | VDL       | Citea SLE120 Hybrid |                                                   |
| 2363-2386 | 24     | VDL       | Citea SLE120 Hybrid |                                                   |
| 4094-4126 | 33     | Van Hool  | A330K               |                                                   |
| 4380-4404 | 25     | Van Hool  | A360                | 4404 reed tijdelijk vanuit stelplaats Tjalkstraat |
| 3795-3812 | 18     | Van Hool  | A300                |                                                   |
| 4361-4403 | 43     | Van Hool  | newA360             |                                                   |
| 4880-4895 | 16     | Van Hool  | newA330             |                                                   |
| 5016-5029 | 14     | Van Hool  | newA330             |                                                   |
| 5089-5091 | 3      | Van Hool  | newA330             |                                                   |
| 5402-5411 | 10     | Van Hool  | newA360hyb          | Doen vooral dienst op lijn 21, 30 en 34.          |
| 5877-5908 | 32     | VDL       | Citea SLF120 Hybrid |                                                   |

Vanaf 2014 zijn er vijf waterstofbussen, van het type Van Hool newA330FC, serie 5601-5605 op de Antwerpse stadslijnen in het noorden van Antwerpen ingezet te rijden. Deze bussen hebben hun vulstation in de Antwerpse haven.

### Wagenpark Bus de Polder

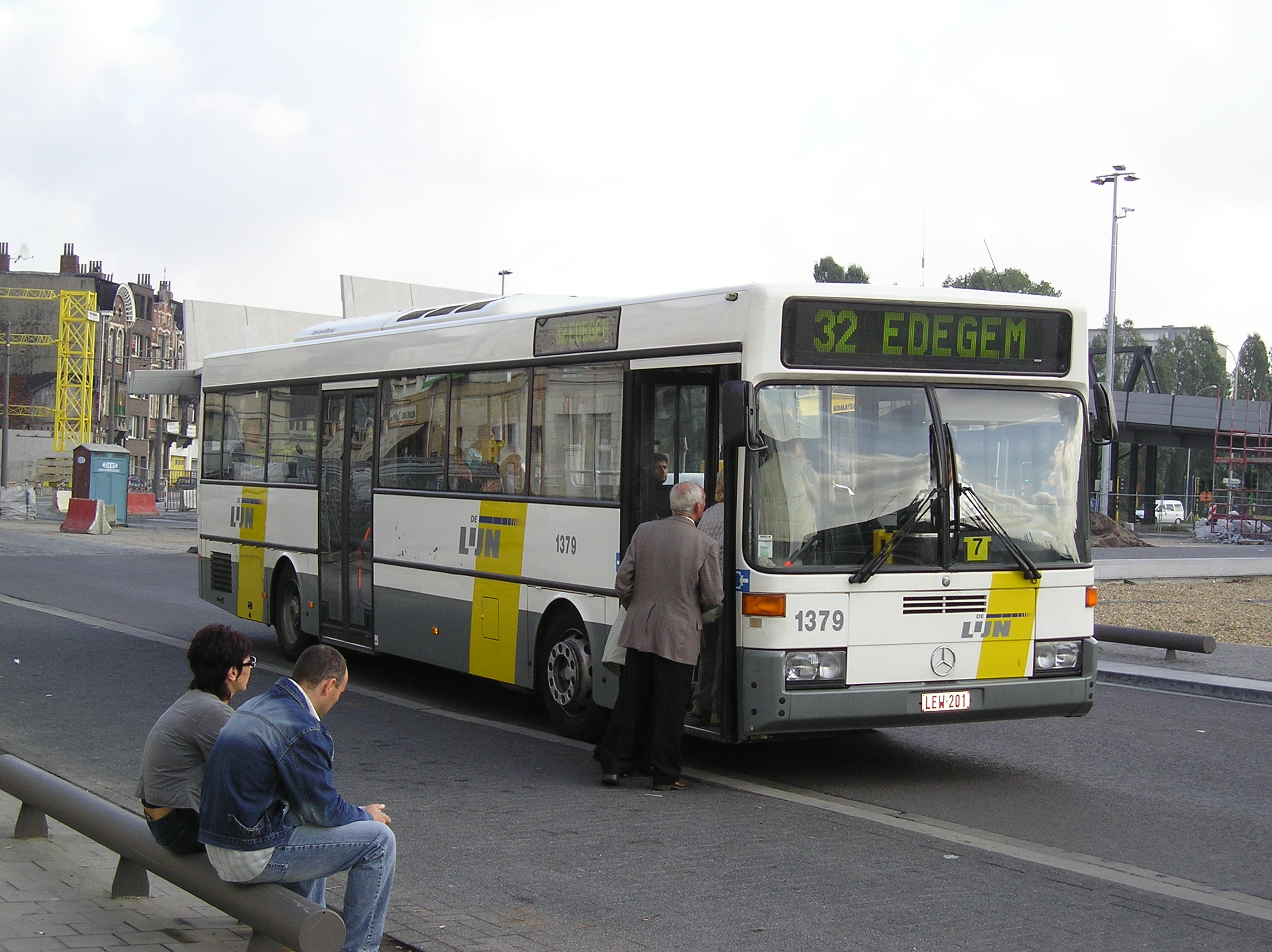
Bus 1379 van het type Mercedes-Benz O405 van Bus de Polder.

De volgende bussen doen of deden anno 2014 dienst op de stadsnet van Antwerpen. Deze bussen zijn eigendom van buspachter Bus de Polder. Deze pachter maakt veelal gebruik van Mercedes-Benz bussen, daar waar de rest van de stadsdienst door De Lijn veelal met Van Hool bussen wordt gereden. De bussen rijden ook weleens op de streekdienst.
| Serie                                      | Aantal | Fabrikant                | Type           | Opmerking                                                                                                  |
| ------------------------------------------ | ------ | ------------------------ | -------------- | --- |
| 79                                         | 1      | Mercedes-Benz            | O302           | Buiten dienst                                                                                              |
| 90-98                                      | 9      | Jonckheere/Mercedes-Benz | O317K          | Buiten dienst                                                                                              |
| 301a, 301b, 302a, 302b, 303                | 5      | Mercedes-Benz            | O305           | Buiten dienst                                                                                              |
| 304-321                                    | 18     | Van Hool                 | O305           | Buiten dienst                                                                                              |
| 322-326                                    | 5      | Mercedes-Benz            | O305           | Buiten dienst                                                                                              |
| 327-336                                    | 10     | Jonckheere/Mercedes-Benz | TransCity O305 | Buiten dienst                                                                                              |
| 337-338                                    | 2      | Mercedes-Benz            | O305           | Buiten dienst                                                                                              |
| 339-342, 350-352, 355-360                  | 13     | Mercedes-Benz            | O405           | Buiten dienst. 358 was vernummerd naar 103558                                                              |
| 1343-1350, 1353-1354, 1361-1366, 1370-1379 | 26     | Mercedes-Benz            | O405           | Buiten dienst. 1371 en 1372 deden nadien speciaal vervoer. 1375-1379 werden omgenummerd naar 103575-103579 |
| 1380-1384                                  | 5      | Van Hool                 | A600           | Buiten dienst. Verkocht aan Van Coillie                                                                    |
| 101601-101607                              | 7      | Mercedes-Benz (Evobus)   | Citaro         | 101605 is in september 2012 uitgebrand                                                                     |
| 101645                                     | 1      | Mercedes-Benz (Evobus)   | Citaro LE      | Vervanger van 101605                                                                                       |
| 112213-112239                              | 27     | Mercedes-Benz (Evobus)   | Citaro LE      | |
| 112278                                     | 1      | Mercedes-Benz (Evobus)   | O405           | |
| 112286-112295                              | 10     | Mercedes-Benz (Evobus)   | Citaro         | |

### Voormalig wagenpark
Deze volgende bussen deden anno 2014 dienst op de stadsnet van Antwerpen. De bussen van T.O.A. werden na overname door MIVA omgenummerd. Van de bussen staan de laatste nummers waarin ze dienstdeden in het overzicht.
| Serie     | Aantal | Fabrikant             | Type            | Opmerking |
| --------- | ------ | --------------------- | --------------- | --- |
| 1-8       | 8      | Straker               | Squire          | Voormalig T.O.A. trolleybussen, daarvoor Tramways d'Anvers, daarvoor A.A. en daarvoor Autobus Belges. |
| 24        | 1      | Minerva               | Auto-Traction   | Voormalig T.O.A. trolleybus, daarvoor Tramways d'Anvers. Eerste in België gebouwde trolleybus. |
| 25        | 1      | Guy                   | ?               | Voormalig T.O.A. trolleybus, daarvoor Tramways d'Anvers. |
| 31-45     | 15     | F.N.                  | ?               | Voormalig MIVA, daarvoor T.O.A. en daarvoor Tramways d'Anvers. 31-35 werden in 1940 in beslag genomen door de Duitsers en reden van februari 1944 tot januari 1945 in Aken. Werden eind jaren 1960 afgevoerd. |
| 52-54     | 3      | Callewaert-Studebaker | ?               | Voormalig T.O.A.. 52 en 53 werden, na buiten dienst stelling, omgebouwd tot vrachtwagen. Daarbij werd de 52 omgenummerd tot 23.                                                                               |
| 101-106   | 6      | Scemia-Schneider      | ?               | Voormalig A.A., daarvoor CGTA. |
| 101-109   | 9      | Brossel               | A75 DAR         | Voormalig MIVA, daarvoor T.O.A. 1-9. Werden eind jaren 1960 afgevoerd. |
| 161-179   | 19     | Brossel               | A75 DAR         | Voormalig MIVA, daarvoor T.O.A. 61-79. Werden eind jaren 1960 afgevoerd. |
| 280-291   | 12     | Brossel               | A95 DAR         | Voormalig MIVA, daarvoor T.O.A. 80-91. Werden eind jaren 1960 afgevoerd. |
| 310-345   | 36     | Büssing               | 6500TU7         | Voormalig MIVA, daarvoor T.O.A. 10-45. Werden begin jaren 1970 afgevoerd. |
| 428...483 | 25     | Van Hool              | 420 HAU St.9    | Voormalig MIVA, daarvoor MIVB. Vervingen enkele bussen uit de 500-serie. |
| 455-461   | 7      | Van Hool - Guy        | Victory         | Voormalig MIVA, daarvoor T.O.A. 55-61. Werden eind jaren 1960 afgevoerd. |
| 501-530   | 30     | Van Hool              | 420 HA5250 St.2 | Voormalig MIVA. Werden eind jaren 1970 afgevoerd. |
| 531-560   | 30     | Van Hool              | 420 HAU St.9    | Voormalig MIVA. Werden begin jaren 1980 afgevoerd. |
| 561-575   | 15     | Van Hool              | 420 HA St.9     | Voormalig MIVA. Werden begin jaren 1980 afgevoerd. |
| 576-590   | 15     | Van Hool              | 409 AU 9        | Voormalig MIVA. Werden begin jaren 1980 afgevoerd. |
| 591-610   | 15     | Van Hool              | 409 AU 9        | Voormalig MIVA. Werden begin jaren 1980 afgevoerd. |
| 591-610   | 20     | Van Hool              | 409 AU 9        | Voormalig MIVA. Werden begin jaren 1980 afgevoerd. |
| 611-625   | 15     | Van Hool              | 409 AU 95       | Voormalig MIVA. Werden begin jaren 1990 afgevoerd. Gingen mee over naar De Lijn. |
| 626-645   | 20     | Van Hool              | 409 AU 95       | Voormalig MIVA. Werden begin jaren 1990 afgevoerd. Gingen mee over naar De Lijn. |
| 646-662   | 17     | Van Hool              | 409 AU 95       | Voormalig MIVA. Werden begin jaren 1990 afgevoerd. Gingen mee over naar De Lijn. |
| 1001-1080 | 80     | Jonckheere            | TransCity       | Voormalig MIVA. Enkele bussen werden in 2003 tijdelijk uitgeleend aan de buspachter Oostmalle Cars. Deden nog enkele jaren dienst bij De Lijn.                                                                |
| 1280      | 1      | Van Hool              | A280            | Proefbus |
| 2896      | 1      | Van Hool              | A600            | VIP-bus, reed alleen op speciale gelegenheden. |
| 3081-3110 | 30     | Van Hool              | A300            | 3081, 3086, 3087 en 3100 waren van december 2007 tot augustus 2008 uitgeleend aan de buspachter Van Rompaye. 3110 is tegenwoordig rijschoolbus 7725 voor Oost-Vlaanderen.                                     |
| 3187-3190 | 4      | Van Hool              | A300            | Kwamen oorspronkelijk in dienst in Mechelen, maar na uitbreiding van lijn 26 gingen de bussen over naar Antwerpen                                                                                             |
| 4194-4214 | 21     | Van Hool              | A360K           | 4197 en 4198 zijn in 2016 uit dienst gegaan na brandschade. |
| 4361-4379 | 19     | Van Hool              | A360            | Kwamen oorspronkelijk in dienst op de stadsbusnetwerk, maar zijn in 2011 verhuisd naar Mechelen om daar dienst te doen op de streekbusnetwerk.                                                                |

## Geschiedenis

### Een tramnetwerk

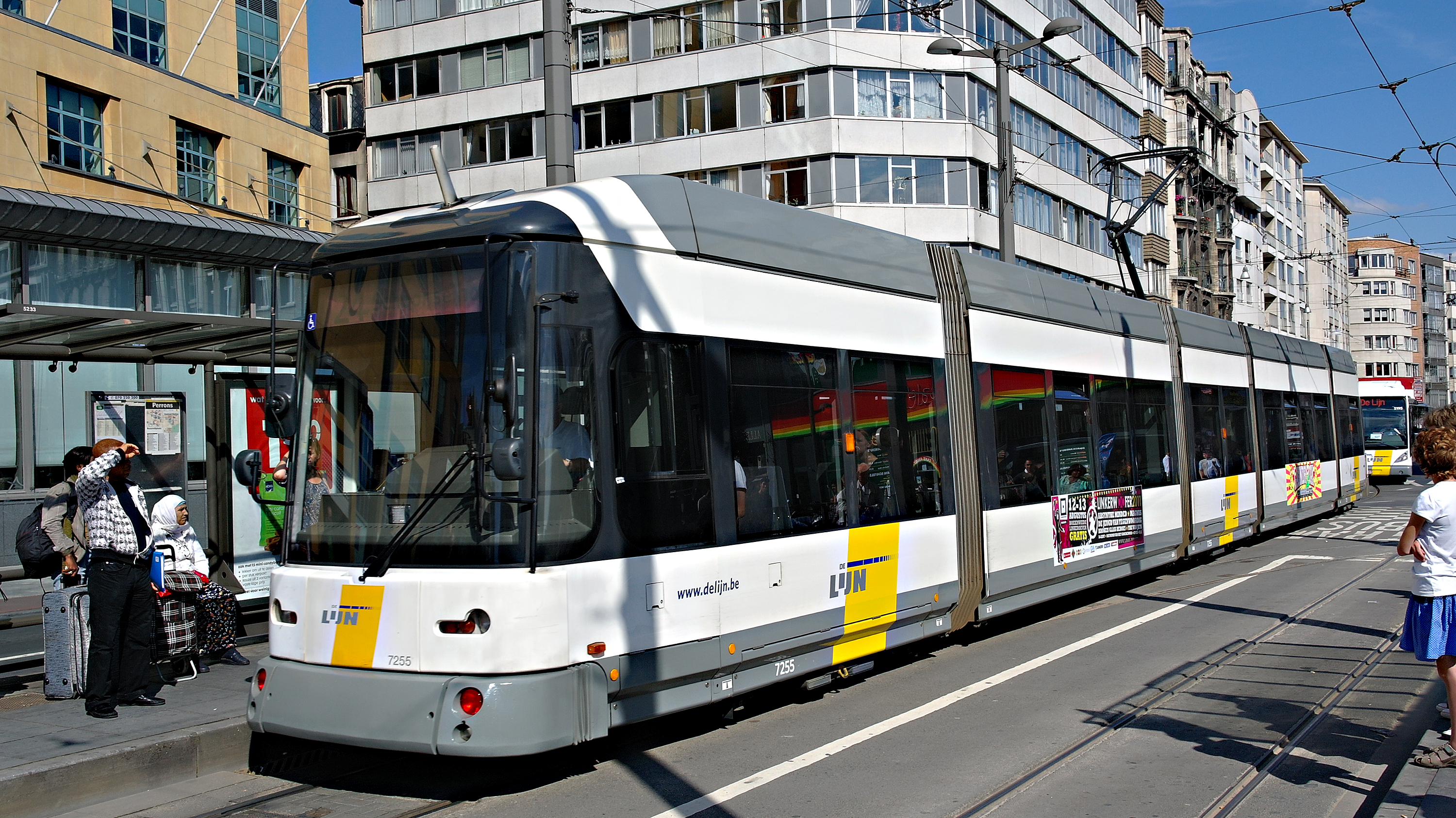
Antwerpse HermeLijn in het centrum van Antwerpen.

Vanaf 1865 verscheen in Antwerpen de eerste plannen voor een paardentram, toen nog Tramway Américain genoemd. De plannen werden in eerste instantie door de gemeenteraad geweigerd. Pas in 1871 begon men met de aanleg van een tramlijn en in 1873 reed de eerste paardentram. Deze tram reed toen tussen de Meir en de kerk van Berchem. Deze lijn reed op het traject van de huidige tramlijn 7. Tegen het einde van de 19e eeuw waren er negen tramlijnen en een omnibuslijn die door negen bedrijven werden onderhouden en uitgebaat. In 1900 werden de activiteiten van alle bedrijven overgenomen door een nieuw bedrijf CGTA.
Direct na overname werden in 1902 de tramlijnen geëlektrificeerd en werd de omnibuslijn omgebouwd tot tramlijn. In het begin waren er nog gemengde diensten met paardentrams, maar na verloop van tijd werden de paardentrams definitief uit dienst gehaald. In dezelfde periode werd het tramnetwerk uitgebreid.
In 1925 werden enkele tramlijnen vervangen, al dan niet uitgebreid door buslijnen. In 1926 richtte CGTA hierop het bedrijf A.A. op om een onderscheid te maken tussen de tramactiviteiten en busactiviteiten. In 1927 verliepen de vergunningen van CGTA en werden de activiteiten overgenomen door Tramways d'Anvers. Dit bedrijf wou vanaf 1929 een trolleybuslijn ontwikkelen op een bestaande tramlijn. In eerste instantie reden de bussen in combinatie met trams, maar later reden er alleen maar trolleybussen op de lijnen. In 1964 viel het doek definitief voor de trolleybussen.
In 1946 nam de T.O.A. de exploitatie van de tram- en buslijnen over. In 1946 telde het netwerk achttien tramlijnen en twee trolleybuslijnen (6 en 31). Vanaf de jaren 1950 werden verschillende tramlijnen omgebouwd tot buslijnen, vanwege het dalende reizigersaantal. Lijnen 1, 5, 9, 13, 16, 17, 18 en 23 werden zo tussen 1952 en 1965 opgeheven en vervangen door autobusdiensten, die vaak een ander en langer traject volgden. Ook nieuwe autobusdiensten kwamen tot stand, zoals bus 20 naar Eksterlaar of bus 28 naar Merksem.

### Het stadsbusnetwerk

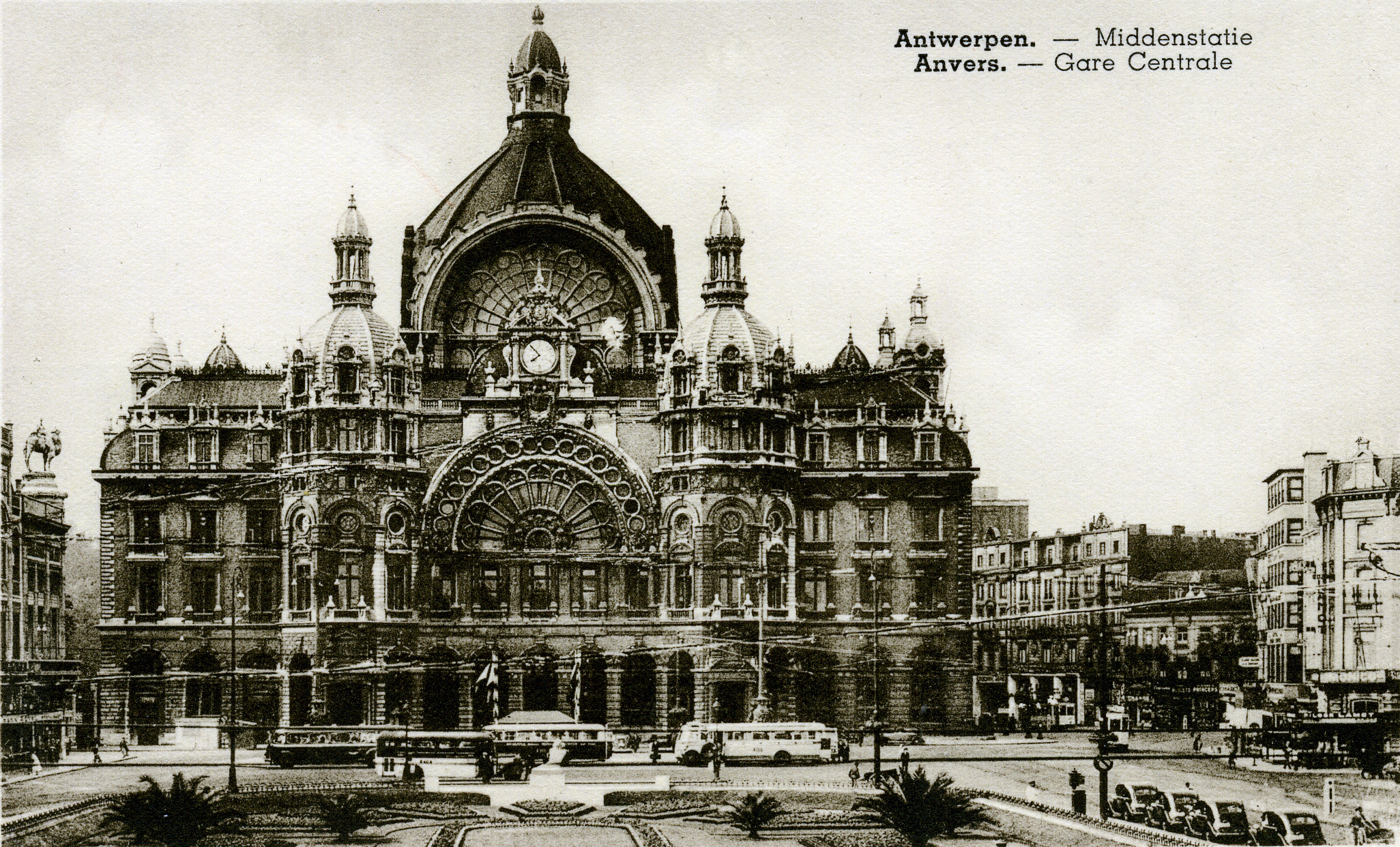
Centraal station van Antwerpen in de jaren 1920.

Al eind 19e eeuw was er één omnibuslijn in Antwerpen. Deze lijn liep van Draakstraat tot aan de Grote Markt.
In 1923 begon het bedrijf Autobus Belges twee stadsbuslijnen in de haven. Het contract werd in 1926 door de stadsbestuur van Antwerpen opgezegd en overgedragen aan CGTA. In 1925 kocht CGTA al zes bussen van het merk Scemia-Schneider aan om zelf enkele buslijnen te exploiteren. Met de overname van Autobus Belges nam CGTA ongeveer 40 bussen van het merk Straker Squire over.
In 1926 werd het bedrijf Antwerpsche Autobussen N.V. (A.A.) opgericht als dochterbedrijf van CGTA. Dit bedrijf werd opgericht om mee te dingen aan nieuwe busconcessies en de huidige busconcessies over te nemen. De looptijd van het bedrijf droeg 30 jaar. Naast de busconcessies nam A.A. ook het wagenpark en de stellingsplaatsen over. Tussen 1929 en 1930 werden acht voormalige bussen van Autobus Belges omgebouwd tot trolleybussen.
In 1932 nam A.A. de buslijn van Autobus Lux over en in 1933 werden de activiteiten van A.A. overgenomen door Tramways d'Anvers, dat ook al de tramlijnen exploiteerde. De trolleybuslijn ging over naar Tramways d'Anvers en de autobuslijnen bleven nog in beheer van de Antwerpsche Autobussen dat als zelfstandig dochterbedrijf reed onder Tramways d'Anvers. In 1934 werd nog de buslijn van de firma De Bruyn overgenomen, samen met de vestiging en het wagenpark. In 1939 exploiteerde A.A. enkele buslijnen als pachter voor de NMBS.
In 1940 werden de buslijnen opgeschort en werden van de 36 bussen, 32 bussen opgeëist door het Belgische leger. De overige bussen werden in 1941 vernietigd of in beslag genomen. In 1944 werden de activiteiten hervat, maar werden de buslijnen door andere bedrijven gereden. Dit omdat A.A. geen materieel meer had ter beschikking. Dit systeem bleef tot 1952 bestaan toen de NMVB en NMBS de lijnen van de A.A. direct verpachtte aan de bedrijven die de lijnen voor A.A. reden.
In 1946 werden de activiteiten van Tramways d'Anvers en een deel van de Antwerpse Autobussen overgenomen door T.O.A.. In 1951 nam dit bedrijf ook de concessies over van de NMVB op de stadsdienst van Antwerpen. In het begin werden de busdiensten gereden met bussen van andere maatschappijen, maar pas in 1948 kwamen de eerste bussen van de T.O.A. in dienst. In de jaren 1950 nam T.O.A. verschillende lijnen over die voorheen werden gereden door A.A., maar ondertussen waren door verpacht aan onder andere het bedrijf Bus de Polder. De exploitatie bleef nog wel in handen van die bedrijven, maar de concessies zelf waren in handen van T.O.A. Dit structuur is tot op heden nog steeds van toepassing, waarbij enkele stadsbuslijnen zijn door verpacht aan Bus de Polder.
In 1963 werd de exploitatie van T.O.A. gestopt en nam de MIVA de exploitatie over. In de jaren erna werden de tramlijnen 1 en 16 omgebouwd tot buslijn en kwamen er vier nieuwe buslijnen bij (20, 22, 28 en 29). Buslijnen 32, 35, 36 en 37 werden door verpacht aan Bus de Polder. In 1987 vond er echter een wissel plaats. De MIVA nam toen de exploitatie van lijn 36 over in ruil voor lijn 23. Echter werd later de exploitatie van lijn 36 alsnog afgegeven aan Bus de Polder.
In de jaren 1960, 1970 en 1980 werden verschillende oude bussen vervangen door nieuwe bussen en kwamen ook nieuwe bussen erbij.
In 1991 fuseerde het bedrijf MIVA samen met MIVG en het Vlaamse deel van NMVB tot De Lijn. Het bus- en tramnetwerk werd vanaf toen gedaan door De Lijn entiteit Antwerpen.

### Trolleybus

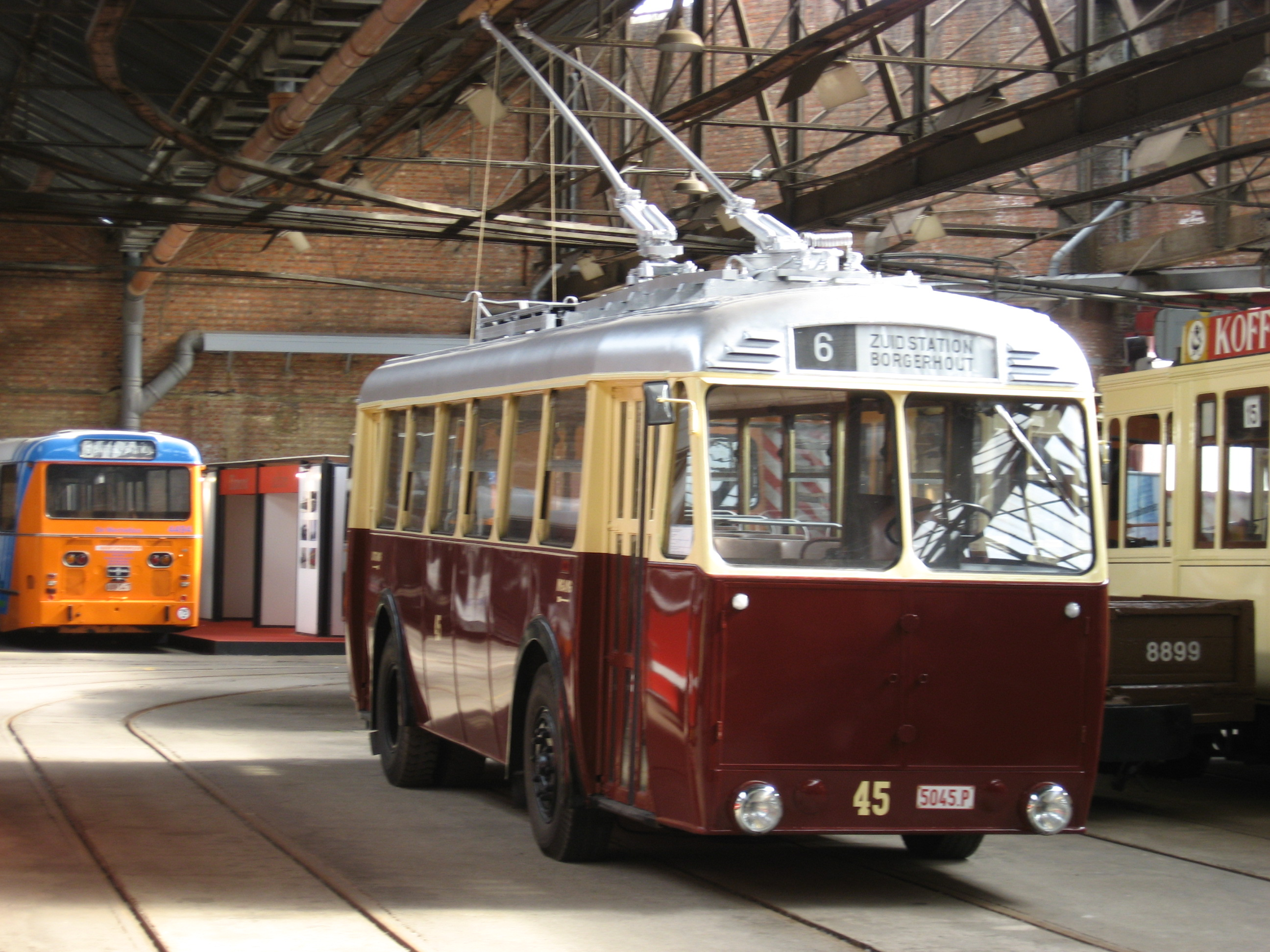
Antwerpse trolleybus in de "Vlaamse Tram en bus museum".

Antwerpen heeft drie trolleybuslijnen gekend. Ze hebben gereden van 1929 tot 1964. Lijn 13 was de eerste lijn waar een trolleybus op reed en was een proeflijn op het traject van tram 13 (Zuid - Petroleum). De eerste bus was een herbouwde stadsbus van het merk Straker-Squire. De bus was afkomstig van de Antwerpsche Autobussen. Volgend op het succes van de trolleybuslijn werden de overige zeven bussen van het merk Straker-Squire omgebouwd tot trolleybussen. In afwachting van die ombouw werd de lijn tijdelijk opgeschort tussen 1930 en 1931. De proeven waren opgestart om twee verlieslijdende buslijnen in de haven te vervangen door trolleybussen.
Lijn 31 reed sinds 1933 tussen Kaai 204 en de Mexicobrug. In 1935 werd de dienst verlengd over de Noorderlaanbrug tot aan de Noorderplaats. In 1955 werd de trolleybus vervangen door een autobus om de lijn te kunnen verlengen naar het Astridplein.
Lijn 6 werd aangelegd in 1938 tussen het Zuidstation en de Gijselsstraat, langs de kaaien en de Brouwersvliet. De trolleybus verving hier tramlijn 6, die vaak gestremd werd in de kleine straatjes van Antwerpen-Noord en door het havenverkeer langs de kaaien. De lijn reed tot 30 maart 1964, toen ze vervangen werd door een autobusdienst.
Vanaf 17 mei 1940 werd de exploitatie van de trolleybuslijnen tijdelijk opgeschort omdat het havengebied verboden terrein was. Pas op 26 mei 1940 werd de exploitatie deels voortgezet. Gedurende de rest van de oorlogsjaren werden de lijnen meerdere malen opgeschort of verkocht. Ook verdwenen enkele trolleybussen, mede doordat ze in beslag waren genomen door de Duitsers. De diensten werden wel voortgezet met de resterende bussen. De in beslag genomen bussen reden tot 1945 in Aken en keerde daarna terug naar Antwerpen. In 1964 viel definitief het doek voor de trolleybussen. Sindsdien werden de twee nog resterende trolleybuslijnen vervangen door dieselbussen.

## Lijnen
| Lijn | Traject                                                   | Frequentie | Voornaamste haltes |
| ---- | --------------------------------------------------------- | ---------- | --- |
| 13   | Polderstad - Hoboken - Opera                              | 20’        | Station Hoboken-Polder, Kioskplaats, Station Antwerpen-Zuid, Nationale bank, Teniersplaats                                                               |
| 14   | Hemiksem - Hoboken - Opera                                | 20’        | Station Hemiksem, Kioskplaats, Station Antwerpen-Zuid, Nationale bank, Teniersplaats                                                                     |
| 17   | UZA - Rooseveltplaats - Brouwersvliet                     | 10’        | Universitair Ziekenhuis Antwerpen, Universiteit Antwerpen, Bist, Harmonie, Franklin Rooseveltplaats, Felixarchief, Brouwersvliet                         |
| 19   | Deurne Zuid - Sportpaleis                                 | 20’        | Deurne Drakenhoflaan, AZ Monica Deurne, Bosuilstadion, Sportpaleis                                                                                       |
| 20   | Borsbeek - Berchem Station - Rooseveltplaats              | 20’        | Borsbeek J.Reusenslei, ZNA Sint-Erasmus, Station Antwerpen-Berchem, Station Antwerpen-Centraal, Rooseveltplaats                                          |
| 21   | Neerland - Middelheim - Rooseveltplaats                   | 15’        | Aartselaar Aquafin, Bist, AZ Sint-Augustinus, Koningin Paola Kinderziekenhuis, Station Antwerpen-Berchem, Station Antwerpen-Centraal, Rooseveltplaats    |
| 22   | UZA - Valaar - Groenplaats                                | 15’        | Universitair Ziekenhuis Antwerpen, Bist, Olymiade, Antwerp Expo, Groenplaats                                                                             |
| 23   | Noorderplaats - Dam - Station Antwerpen-Centraal          | 15’        | Noorderplaats, Station Antwerpen-Dam, Schijnpoort, ZNA Stuivenberg, Station Antwerpen-Centraal                                                           |
| 30   | Stuivenberg - Berchem Station - Station Zuid              | 15’        | ZNA Stuivenberg, De Roma, Station Antwerpen-Berchem, Provinciehuis, Station Zuid                                                                         |
| 31   | Berchem Station - Luchthaven Stelplaats                   | 15'        | Berchem Station - Luchthaven Stelplaats |
| 32   | Edegem - Berchem Station - Rooseveltplaats                | 10'        | Edegem Sint-Goriksplein, Station Antwerpen-Berchem, Station Antwerpen-Centraal, Rooseveltplaats                                                          |
| 33   | Hoboken - Wilrijk - Merksem -P+R Luchtbal                 | 15’        | Moretusburg, Kioskplaats, Bist, AZ Sint-Augustinus, ZNA Middelheim, Luchthaven Deurne, Muggenberg, ZNA Jan Palfijn, P+R Luchtbal                         |
| 34   | Polderstad - Mortsel - Borsbeek - Wijnegem Shop Eat Enjoy | 30'        | Station Hoboken-Polder, Kioskplaats, Bist, Universitair Ziekenhuis Antwerpen, Edegem, Mortsel Gemeenteplein, Borsbeek J. Reusenslei, Wommelgem, Wijnegem |
| 36   | IGLO - Vuylstekelaan                                      | 10'        | IGLO, Halewijn, Van Eedenplein, Vuylstekelaan (Waaslandtunnel)                                                                                           |
| 66   | P+R Luchtbal - Ekeren - Schoten                           | 30'        | P+R Luchtbal, Ekeren Markt, Leugenberg, Station Ekeren, Zwaantjeshoek, ZNA Jan Palfijn, Schoten                                                          |
| 76   | P+R Luchtbal - Kaai 210 CMB                               | 30'        | P+R Luchtbal, Kaai 210 CMB |
| 87   | Van Eedenplein - Burcht - P+R Melsele                     | 30'        | Van Eedenplein, Halewijn, Burcht, Zwijndrecht, P+R Melsele                                                                                               |
| 99   | Station Luchtbal - ZNA Jan Palfijn - Burgemeester Nolf    | 1x per uur | Station Luchtbal, Bostonstraat, ZNA Jan Palfijn, Runcvoortpark, Burgemeester Nolf                                                                        |